# Camporosso in Valcanale
Camporosso (Duits: Saifnitz, Sloveens: Žabnice) is een dorp in Val Canale en deel van de gemeente Tarvisio. Het dorp telt ongeveer 650 inwoners. Het grootste deel van de bevolking is meertalig, de omgangstaal wordt beheerst door het Karinthische Duits en Sloveens.
Camporosso ligt aan de voet van de Monte Santo di Lussari (Sl.: Svete Višarje), waarop een oud en belangrijk bedevaartsoord is gelegen. De oude bedevaart was vooral verbreid onder Slovenen en Duitstalige Karinthiërs, en staat de laatste decennia in het teken van de volkerenvriendschap tussen Oostenrijkers, Slovenen en Italianen.

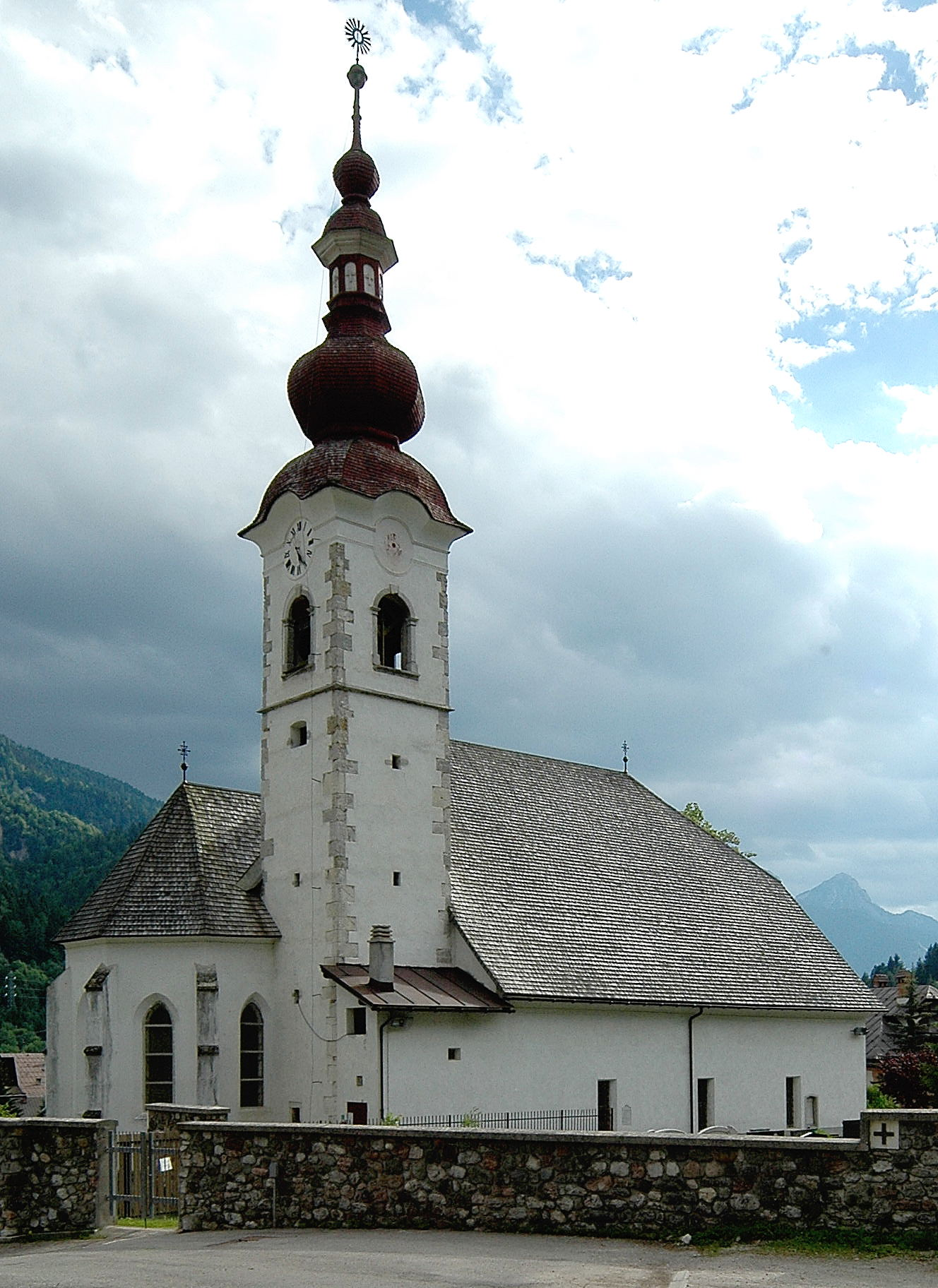
Barokkerk in Camporosso

## Topografie
Met een hoogte van 812 meter vormt de Camporossopas de laagste bergpas tussen de Julische en Kamnische Alpen en de rest van de Alpen. Vandaar dat onder meer de Italiaanse autosnelweg A23 en een internationale spoorlijn naar Oostenrijk via het zadel van Camporosso werden aangelegd in deze laagte van de Zuidelijke Kalkalpen. De pas vormt de scheiding tussen de Karnische Alpen in het noordwesten en de Julische Alpen in het zuidoosten. Beiden worden gerekend tot de Zuidelijke Kalkalpen, waartoe ook de Dolomieten behoren. De pas vormt eveneens de waterscheiding tussen de bekkens van de Drau en de Tagliamento.

## Geboren
- Lambert Ehrlich (1878-1942), Sloveens priester, theoloog en politicus